# Strönningsvik
Strönningsvik är en sjö i Tierps kommun i Uppland och ingår i Tämnarån-Forsmarksåns kustområde. Sjön är 1,7 meter djup, har en yta på 0,0753 kvadratkilometer och befinner sig 6 meter över havet. Strönningsvik ligger i Strönningsvik Natura 2000-område. Vid provfiske har abborre, mört och ruda fångats i sjön.

## Delavrinningsområde
Strönningsvik ingår i det delavrinningsområde (670370-162602) som SMHI kallar för Rinner mot Öregrundsgrepen. Medelhöjden är 8 meter över havet och ytan är 82,92 kvadratkilometer. Det finns inga avrinningsområden uppströms utan avrinningsområdet är högsta punkten. Avrinningsområdets utflöde mynnar i havet, utan att ha någon enskild mynningsplats. Avrinningsområdet består mestadels av skog (83 procent). Avrinningsområdet har 1,35 kvadratkilometer vattenytor vilket ger det en sjöprocent på 1,6 procent.